# Numerati
Numerati (anglicky The Numerati) je kniha amerického spisovatele a novináře Stephena Bakera. Vyšla v roce 2008 v nakladatelství Houghton Mifflin. V České republice dílo vyšlo v roce 2009 v překladu Daniela Orgoníka ve vydavatelství Computer Press.
Numerati je označení pro novou matematickou inteligenci, která pitvá naše data, která kolem sebe zanecháváme nejen při práci s internetem, data dále třídí atd., aby nás ovlivnili či předpověděli naše další kroky. Kniha ukazuje, jakým směrem se technologie velice pravděpodobně budou ubírat. Baker rozebírá vliv Numerati na jednotlivé role, jaké ve společnosti hrajeme.

## Obsah

### Pracovník
V první kapitole se autor zaměřil na analýzu pracovníků. Počítače zaznamenávají každý náš stisk klávesy, programy dokáží analyzovat naše e-maily a jejich klíčová slova, sbírat se budou i údaje ze sociálních sítí, jídla, pohybu atd. Z těchto dat lze vytvořit matematické profily zaměstnanců a jejich zaměstnanecké anamnézy. Firmy budou chtít pomocí těchto metod zvyšovat naši produktivitu práce. Počítačové programy vytvoří model pracovníka, kde ho nejlépe zaměstnat tak, aby byl finančně rentabilní a jeho schopnosti byly využity na maximum. Kdyby existovaly celé matematické profily zaměstnanců, šlo by sestavit tréninkový model tak, abychom se stali konkrétním výkonným pracovníkem („naklonování“). Vznikla by zaměstnanecká anamnéza, která by těmito modely dešifrovala naše chování a z níž by šlo vypočítat, jak se někým stát, ale všechny profese takto nelze modelovat (např. malíř, vědec). I hledání vhodného zaměstnance by se proměnilo, více by se spoléhalo na počítač, do kterého by stačilo zadat požadované schopnosti zaměstnance, jeho finanční limit a lokaci zaměstnání. I zaměstnanec do tohoto systému přispěje svými daty o schopnostech, finančních požadavcích a lokaci, program sám navrhne nejvhodnějšího kandidáta s určením jeho procentuální vhodnosti. Pro úřednické pracovníky by to znamenalo událost srovnatelnou s dělníky během průmyslové revoluce. Mezi hlavní nevýhody tohoto systému patří „datové nevolnictví“, sledování a ztráta pocitu soukromí. Pro zaměstnance by tato situace byla částečně výhodná díky lepšímu ohodnocení trhem (vynikly by jejich schopnosti, produktivita) a sami by se mohli nabízet prostřednictvím svých dat. 

### Zákazník
Zákazníci přijímají od obchodníků zákaznické věrnostní karty, ze kterých obchodníci sbírají data o našich nákupech, zákazníci za tuto ztrátu soukromí dostávají slevy na výrobky. Obchodníci tímto způsobem nashromáždili mnoho dat, avšak nedokážou je prozatím plně využít.
V Numerati Baker předkládá model budoucnosti, zákazník přijde do obchodu a k nákupnímu vozíku se zabudovaným počítačem přiloží svou zákaznickou kartu, vozík ji načte a dle předchozích nákupů a pokynů obchodníka bude navádět, co by měl nakoupit. Je to cílená reklama, podobně to již v on-line prostředí používá internetový obchod Amazon.com, který nám doporučuje například knihy, které si koupili klienti spolu s knihami, které máme již v košíku. Dříve se snažil naše předchozí nákupy zprůměrovat, ovšem to nefungovalo, neboť člověk není průměrem svých zálib. Počítače ovšem nesmí být příliš inteligentní (nebo to alespoň nesmí dávat najevo), neboť by to zákazníka vyděsilo a pravděpodobně by odešel nakupovat jinam. 
Pomocí inteligentního nákupního košíku půjde sledovat i „věrnost“ zákazníků, jak dlouho setrvají u své oblíbené značky, když konkurenční výrobek zlevní o 50 nebo dokonce 70 %. Prodejce v současnosti může sledovat klientovu cestu obchodem kamerami, dříve se toto dalo určit např. v muzeu ošlapaností dlaždic. Dnes je již možné k nákupnímu vozíku připojit identifikátor RFID.
Baker zde používá obchodnickou terminologii pro různé typy zákazníků: např. „příživník“ je ten, který sleduje akční letáky a nakupuje v obchodech výrobky pouze se slevami. Tomuto typu se nejlépe daří tam, kde se zachází se všemi zákazníky stejně. Dalším typem je „motýl“, který do obchodu přijde, nakoupí a odejde a nelze u něj určit, kdy se vrátí a jestli vůbec. Nejlepší typem zákazníka se jeví „rozhazovač“, který nehledí na peníze a je snadno ovlivnitelný reklamou. 

### Volič
V této kapitole se rozebírá ovlivňování voličů. Firmy sbírají o občanech data (např. záznamy o kreditní kartě, z věrnostních nákupních karet, bankovních registrů, předplatných časopisů) a spojují je s dalšími faktory, jako např. rasa, bydliště, vzdělání apod.
Baker spolu s odborníky člení voliče do 10 „kmenů“ podle typických vlastností a hodnot: 1. Strážci krbu, 2. Hospodář, 3. Pravé tlačítko, 4. Tichá voda, 5. Občanská hlídka, 6. Vynálezci, 7. Křižující strážci, 8. Pevný postoj, 9. Individualista, 10. Vnitřní kompas. ¼ voličů je ovšem zařazena ve špatném kmenu, tudíž cílení propagace se míjí účinkem, někteří jsou navenek skrytí nebo vypadají jinak, než ke kterému kmenu patří. 
Každá kampaň má omezené prostředky, proto se musí zaměřovat na ty správné voliče. Numerati je dělí na stobodové stupnici a doporučují nezaměřovat se na část voličů s body 0–50, neboť je politika nezajímá nebo je nelze přesvědčit. U voličů nad 90 bodů by se také neměli zastavovat, neboť tito voliči jsou již přesvědčení. Jediným důvodem pro cílení propagace tímto směrem je získání případných sponzorských příspěvků. Kampaň by se tedy měla zacílit na voliče v rozmezí 55–75 bodů, kteří se jeví jako nerozhodnutí. Při této činnosti se používá tzv. mikrozaměřování, což spočívá v počítání, kolik to bude stát, aby daný volič hlasoval pro danou stranu. Je také dobré cílit sdělení (předvolební slib) na určité skupiny voličů (nízké daně pro podnikatele, zvýšení důchodů pro důchodce atp.).

### Blogger
V této kapitole Baker představuje programy, které převádějí obsah blogů i sociálních sítí na vzorce a čísla, lze tak určit pohlaví, věk, vzdělání (žena ve středním věku nebude s vysokou pravděpodobností psát „!!!!!!!!!!?“). Tímto způsobem lze rychle a bezprostředně sledovat reakce na produkty (lidé o nich budou psát buď na sociálních sítích, osobních blozích). Autor zde uvádí příklad zjištění telekomunikační společnosti, která začala účtovat poplatky za používání bluetooth, dle analýzy blogů a soc. sítí to vadilo jedné skupině klientů (převážně IT), těm tyto poplatky přestala účtovat, ale zvýšila jim nějaký jiný, a zbytku poplatek nechala.

### Terorista
Pro rozpoznávání teroristů se budou podle Numerati používat metody jako pro další skupiny v této knize uvedené. Jedním z velkých pomocníků se stanou kamery, bude ovšem nutné zlepšit jejich schopnosti automatického rozpoznávání obličejů, měly by ovládat i zachycení emocí v hlase i obličeji. Následovat bude sledování a předvídání našeho chování. Velkým problémem při počítačovém rozpoznávání řeči je i určení mužských nebo ženských jmen a příjmení (především těch neanglických).

### Pacient
Z hlediska zdravotnictví bude možné vypočítat vzorce chování, podle kterých poznáme nastupující nemoci (např. koberec, který pozná zkracující se krok při Parkinsonově nemoci) a budeme se moci následků vyvarovat nebo je potlačit. Již dnes lze monitorovat nemocné či seniory 24 hodin 7 dní v týdnu a v budoucnu bude možné automaticky zavolati i záchrannou službu.

### Milenec
V této kapitole je rozebírán program společnosti chemistry.com, který dokáže párovat lidi, kteří se chtějí seznámit podle chemických algoritmů (např. velikost prsteníčku a ukazováku, více testosteronu/estrogenu), které určují povahové rysy, které se navzájem lépe snáší a mohou spolu dlouhodobě žít.

## Shrnutí
Pojem Numerati označuje ty, kteří sbírají, uspořádávají a vyhodnocují data nejen z internetu o nás. Numerati filtrují a pitvají naše životy, chtějí tak změnit naše chování. Data mohou sestavit do portfolií, které nabízejí dalším firmám ke koupi a dalšímu využití.
Numerati nejsou jen matematici a počítačoví vědci, kteří analyzující naše data, spolupracují s nimi medici, antropologové, lingvisté, již nezáleží na vědních disciplínách, ale algoritmech. Ovšem ne vše vždy funguje matematicky, můžeme se příliš zabývat zjevnými matematickými modely a nevidět skryté a mnohdy důležitější souvislosti.
Vzestup Numerati nastal v době, kdy počítače začaly pronikat do běžných životů lidí. Nastává ekonomika řízená spotřebiteli namísto masové produkce unifikovaných výrobků a služeb. Kvůli vysoké konkurenci a přesycenosti trhu potřebují obchodníci lépe zacílit reklamu, aby své produkty prodali. V současnosti jsou lidé pro obchodníky bezejmenná čísla, ale Numerati se z nich snaží vypočítat rozsáhlý labyrint z čísel a rovnic, takže se jednou stanou komplexními matematickými modely.

## Zajímavosti
Jako prvotní triumf Numerati je v knize uváděn přechod ze směnného obchodu (předmět) na peníze (čísla), protože směnný obchod byl značně neefektivní – handrkováním o cenu se ztrácel čas a cena velice kolísala. 
Podle studie Carnegie Mellon University lze v USA odhalit v 87 % případů jméno uživatele při znalosti pohlaví, data narození a poštovního směrovacího čísla. 
Google jako první dokázal naše data (dotazy ke hledání) zpeněžit (cílená reklama podle dotazu). 